# Alembik

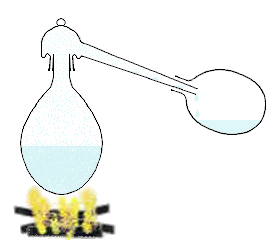
Destillation mit einem Alembik

Der Alembik oder Alambik (auch Alambic, Alambique und Alembic; lateinisch: Alembicus) oder Destillierhelm, kurz auch Helm, oder Brennhut, in der Alchemie auch Caput Mauri, Capitellum oder Galea genannt, ist ein Aufsatz auf Destillationsgefäße zur Trennung von Stoffen durch Erhitzen und anschließendes Abkühlen (Destillation). Ähnlich wie die Retorte weist der Alembik ein langes, seitlich nach unten führendes Rohr auf, durch welches das aus aufsteigenden, durch Luftkühlung verflüssigten (kondensierten) Dämpfen bestehende Destillat in ein Auffanggefäß (die Vorlage) abfließen kann. Jedoch ist der Boden des Alembik offen, sodass er auf den eigentlichen Destillierkolben gesteckt werden kann.

## Geschichte
Der Name des Alembik (mittelhochdeutsch alembic) ist über lateinisch alembicus (auch alambicum) abgeleitet vom arabischen al-anbiq (arabisch الأنبيق), das wiederum entstanden ist aus dem arabischen Artikel al und dem griechischen Wort ambyx (ἄμβυξ) für Gefäß (später ambīk, „Becher, Topf, Destilliergefäß“).
Das Verfahren der Destillation war bereits bei den Ägyptern und in der griechischen Antike zur Herstellung ätherischer Öle gebräuchlich. Ursprünglich erhitzte man Pflanzenteile in einem offenen Kessel, über dem auf einem Gitter Wolle in mehreren Schichten ausgebreitet war. Die aufsteigenden Dämpfe kondensierten in den Wollschichten, und das Wasser-Öl-Gemisch konnte nun ausgepresst und getrennt werden.
Nach Edmund von Lippmann ist die Beschreibung eines einfachen Destillierapparates, bestehend aus Füllgefäß, Abzugsrohren und Rezipient (Auffanggefäß), bereits in den Schriften von Maria der Jüdin (auch Maria Prophetissa) enthalten, die vermutlich irgendwann zwischen dem 1. und 3. Jahrhundert in Alexandria lebte. Das Gerät ist als Tribikos bekannt und bestand wahrscheinlich aus mehreren, mit Kupferrohren verbundenen Gefäßen aus Ton oder Glas. Das untere diente zum Erhitzen einer Flüssigkeit, deren Dampf in ein darüber liegendes Tongefäß aufstieg. Von dort gelangte das Kondensat über drei Kupferrohre in drei Glasgefäße.
Die Araber verfeinerten das Destillierverfahren – vermutlich im 9. oder 10. Jahrhundert – mit der Erfindung des Alembiks, indem sie über dem Kessel einen helmartigen Deckel mit einer inneren Auffangrinne für das Kondensat anbrachten. Der aus der erhitzten Flüssigkeit aufsteigende Dampf kondensierte an den Wänden des Aufsatzes, das Kondensat sammelte sich in dessen unterem Rand und floss durch den schnabelartigen Ausguss in ein Sammelgefäß ab.
Die „Destillatio“ war eines der grundlegenden Verfahren der mittelalterlichen Alchemie. Paracelsus verglich die Schöpfung mit dem Wirken eines Alchemisten, indem Gott die Welt aus den Elementen des Chaos mittels Destillatio, Calcinatio, Coagulatio und Sublimatio erschuf. In den Maximen des Hermes Trismegistos, eingraviert in der Tabula Smaragdina, heißt es:

„In Summa. Steige durch grossen Verstand von der Erden gen Himmel / und von dannen wiederumb in die Erde / und bringe die Krafft der öbern und untern Geschöpff zusammen / so wirst du aller Welt Herrlichkeit erlangen …“

In den hermetischen Schriften wurde der Alembik, der dazu diente, das Elixier, den Äther oder die Essenz eines Stoffes zu destillieren, als ein Miniatur-Kosmos gesehen, in dem die destillierten Substanzen von der Erde zum Himmel aufsteigen.

## Weiterentwicklung
Bei den verbesserten Apparaten kam eine Wasserkühlung zur Anwendung. Entweder wurde das Kühlrohr verlängert und durch ein Fass mit kaltem Wasser geleitet oder es befand sich um den Destillierhelm eine große Wasserschüssel. Diese Apparatur hieß Mauren-Kopf (lat.: caput mauri, franz.: tête de maure), da die Kühlschüssel wie ein Turban aussah.

## Materialien
Der Alembik wurde wegen des Kühleffekts meist aus Kupfer, bisweilen aber auch aus Keramik oder Glas hergestellt. Die Geräte kamen bis ins 19. Jahrhundert bei chemischen Verfahren zur Anwendung. Ähnliche Apparate werden heute noch zur Destillation von Branntwein oder ätherischen Ölen benutzt, zum Beispiel der Pot still bei der Whisky-Herstellung.

Bilder Alembik
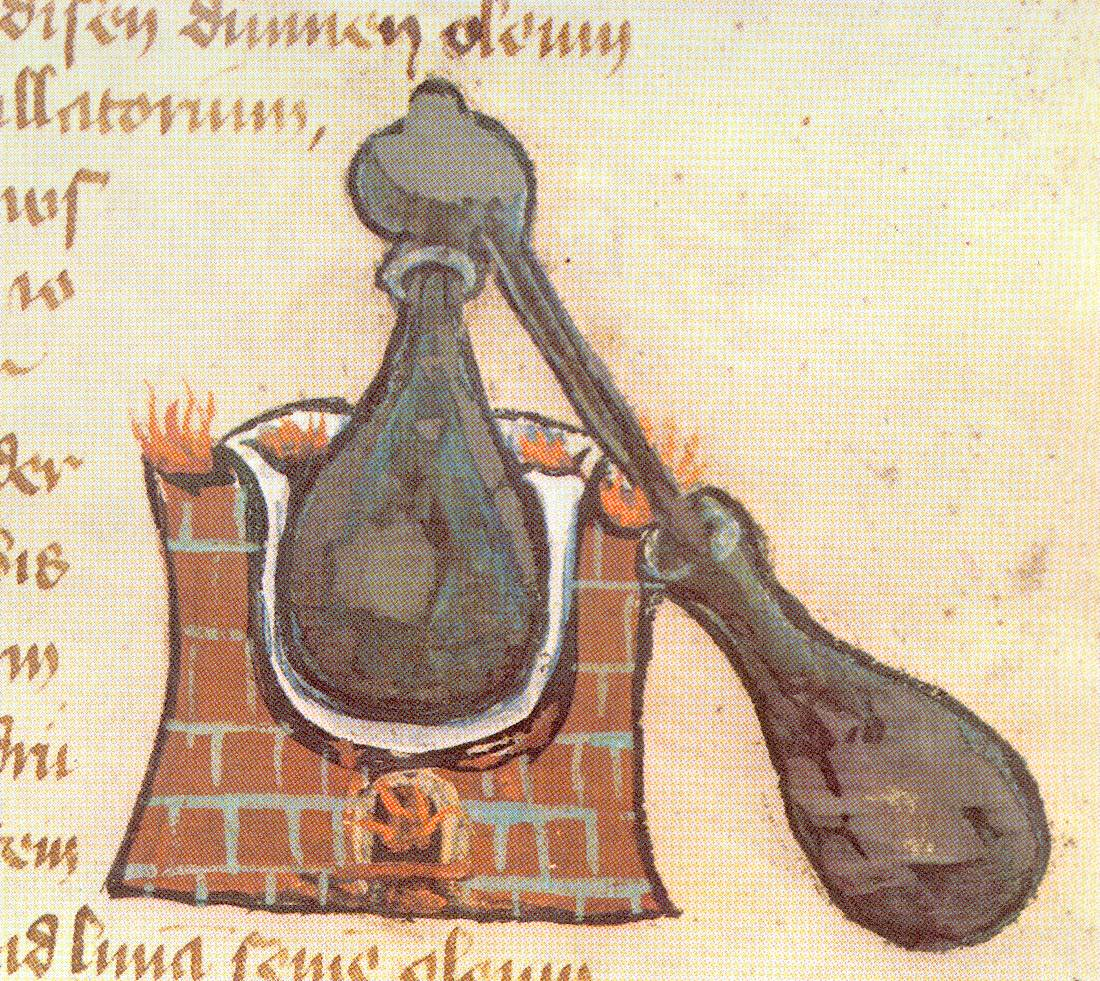
Alembik; Abbildung in einer mittelalterlichen Handschrift
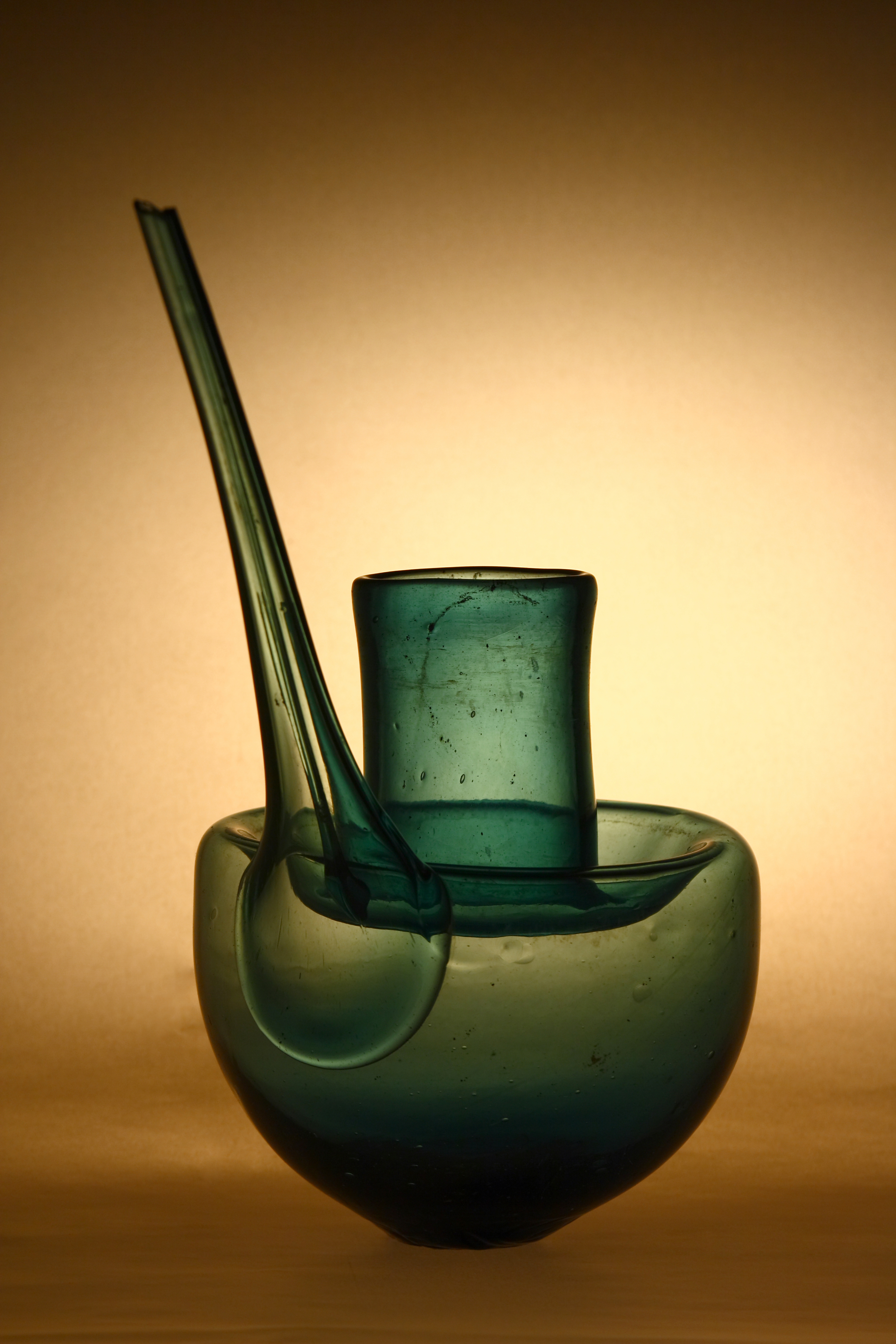
Alembik aus Täbris, 13. Jahrhundert
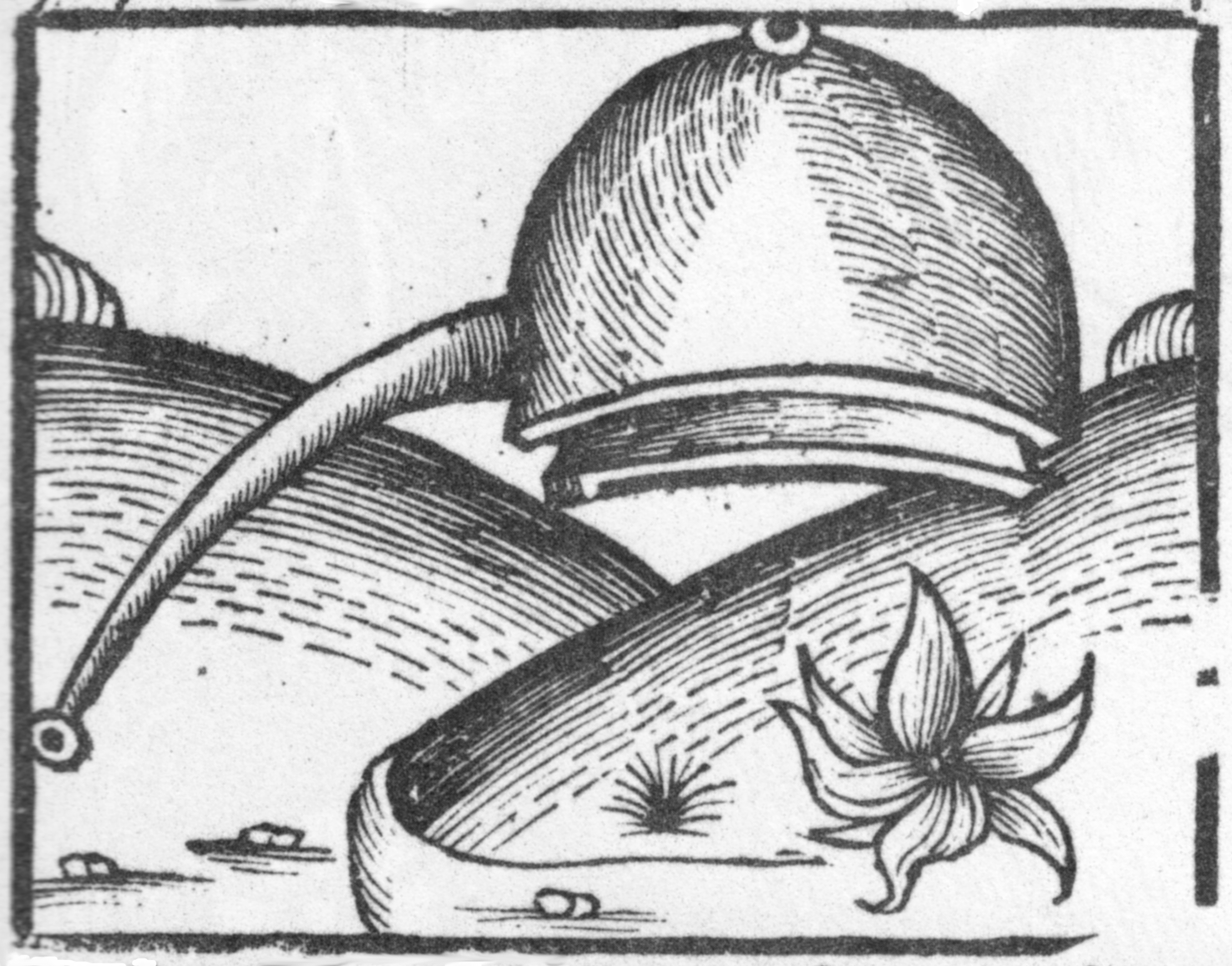
Alembic. Kleines Destillierbuch 1500
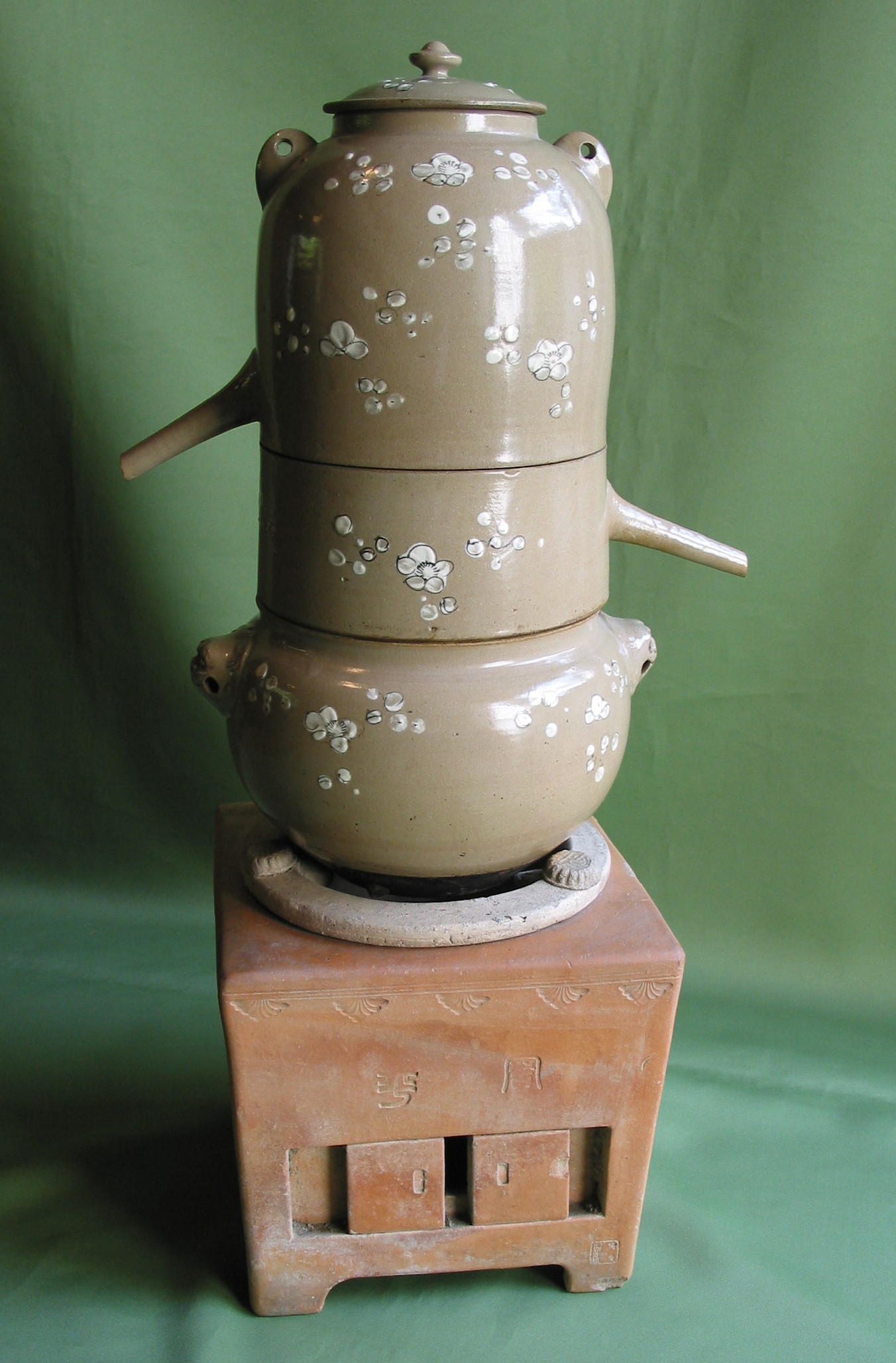
Ranbiki aus Japan der Edo-Zeit mit wassergekühltem Kopf
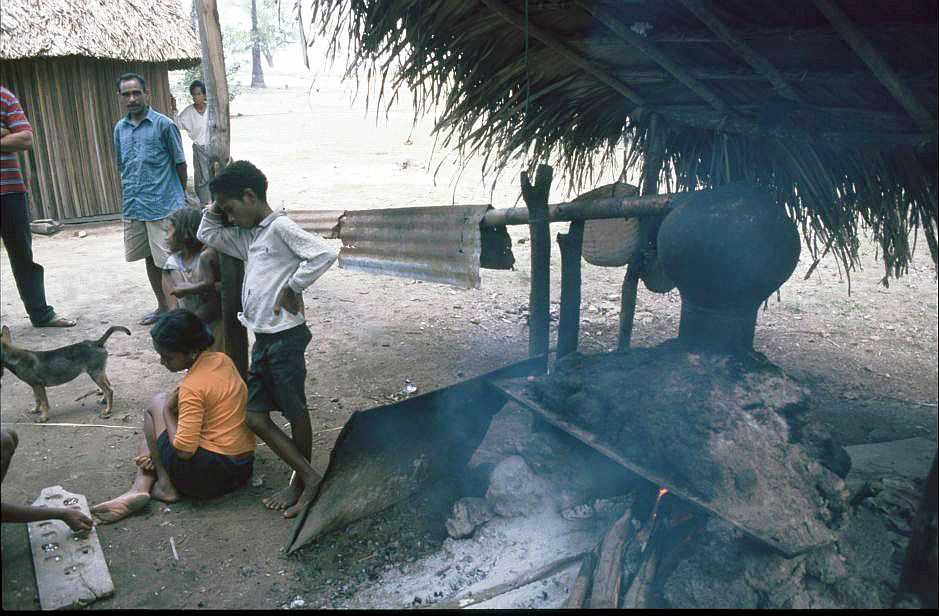
Alembik in Osttimor

## Namensgeber
Von dem Begriff Alembik leitet sich der Name eines Apfelbranntweins ab, Lambig – die bretonische Variante des Calvados.